# Лупікс Яніс Модрисович
Я́ніс Модрисович Лупікс (27 червня 1971 року, с. Сувид, Київська область  — 17 листопада 2014 року, с. Орлово-Іванівка, Донецька область) — молодший сержант 169-го навчального центру Сухопутних військ Збройних Сил України, загинув в ході російсько-української війни.

## Життєвий шлях
Батько Яніса — латиш, мама — українка. Закінчив Сувидівську неповну середню школу; пройшов строкову службу в лавах РА. З 1992-го працював на гірничих підприємствах Краснодарського краю. Потім працював у селі Сувид. Довгий час працював у Києві пекарем, тоді познайомився із майбутньою дружиною, згодом таксував в Ніжині, фірма «Тайм». Проживав у селі Григоро-Іванівка.
Доброволець, заяви до військкомату писав з весни 2014-го, не брали, призваний під час третьої хвилі мобілізації, снайпер, 169-й навчальний центр Сухопутних військ.
16 листопада група з чотирьох військових із 169-го навчального центру вирушила на пошуки нових шляхів до блокпосту, позаяк територія навколо була замінована; зв'язок з ними обірвався. Подзвонив місцевий житель та сповістив, що бачив машину, котра підірвалася на фугасі. Тоді загинули усі члени екіпажу — Володимир Рвачов, підполковник Микола Яжук, майор медичної служби Віталій Вашеняк, солдат, Олександр Іщенко. 17 листопада 2014-го загинув під час поїздки за загиблими військовиками поблизу Дебальцевого: автомобіль «Урал», у якому перебував Яніс, підірвався на протитанковому радіокерованому фугасі в околицях села Орлово-Іванівка та загорівся. Тоді ж загинули сержант Анатолій Олійник та молодший сержант Олександр Будько; поранень зазнали Григорій Аксанов та Валерій Смілий.
Без Яніса лишились дружина Вікторія, двоє синів — 14-річний Максим, 4,5-річний Святослав, 3-річна донька Яна.
Похований в селі Григоро-Іванівка, звідки родом дружина, 20 листопада 2014-го.

## Нагороди та вшанування
- За особисту мужність і героїзм, виявлені у захисті державного суверенітету та територіальної цілісності України, вірність військовій присязі під час російсько-української війни, відзначений — нагороджений орденом «За мужність» III ступеня (посмертно).
- В селі Ніжинське (колишня назва — Григоро-Іванівка), на будинку, де мешкав герой, в березні 2016 року встановили пам'ятну дошку[1].